# Światło z ziemi
Światło z ziemi. Opowieść o Ignacym Łukasiewiczu – powieść biograficzna Zbigniewa Przyrowskiego z 1954. Stanowi zbeletryzowaną biografię wynalazcy lampy naftowej i organizatora powstania galicyjskiego z 1846, Ignacego Łukasiewicza. 
Powieść przeznaczona jest dla młodego czytelnika. Uatrakcyjniają ją liczne wplecione w fabułę elementy przygodowe.
Utwór przekazuje czytelnikowi wiadomości z dziejów przemysłu naftowego, a także obraz stosunków społecznych Galicji.